# Dia internacional del te
El dia internacional del te és celebrat anualment el 21 de maig segons les Nacions Unides. La resolució fou adoptada el 21 de desembre de 2019 posant-lo en relació amb l'Organització de les Nacions Unides per a l'Agricultura i l'Alimentació (FAO).
El dia internacional del te busca crear una major conscienciació de la llarga història i la significació cultural i econòmica profunda del te arreu del món. L'objectiu últim del dia és per promoure i fomentar accions col·lectives per a implementar activitats a favor de la producció i consum sostenibles de te. Alhora, també es cerca crear una conscienciació de la seva importància en la lluita contra la fam i la pobresa.
El dia internacional del te se celebrada el 15 de desembre des de 2005. Els principals països productors de te són: Índia, Sri Lanka, Nepal, Vietnam, Indonèsia, Bangladesh, Kènia, Malawi, Malàisia, Uganda i Tanzània. Aquest dia commemoratiu té com a objectiu atorgar atenció internacional, de governs i les seves poblacions, vers les condicions laborals dels treballadors del te, els seus agricultors, i la necessitat d'establir preus d'acord amb el comerç just.

## Rerefons
Els artífexs principals eren Centre fo Education and Communication (CEC), Índia (Shatadru Chattopadhayay); Hind Mazdoor Sabha, Índia (Samir Roy); l'Indian National Trade Union Congress, Índia (Paramasivam); Institut de Desenvolupament Social, Sri Lanka (P. Muthulingam); New Trade Union Initative, Índia (M. Subbu); Unió de Bandera vermella, Sri Lanka (O. Un. Ramaiha) i del Comerç, Índia (Ashok Ghosh) al Fòrum Social Mundial. El primer dia que es va celebrar aquesta jornada, al 2005, fou a Nova Delhi. Més endavant s'hi afegiren altres indrets com Sri Lanka al 2006 i 2008. Les celebracions del dia internacional del te ara mateix s'emmarquen en conferències internacionals sobre el te organitzades tot sovint per moviments sindicals vinculats al comerç.
Al 2015, el govern d'Índia va proposar expandir l'observança del dia internacional del te a través del FAO al Grup Intergovernamental sobre Te (IGG en Te).
La FAO és l'organització responsable de crear sinergies multilaterals amb l'objectiu de recolzar l'economia mundial del te. És en aquest marc que han estat grans defensors de la diada internacional. La proposta sorgí el 2015, en una reunió a Milà. La proposta efou debatuda i posteriorment aprovadat per les Nacions Unides en Assemblea General el desembre 2019.